# Dreizack-Graseule

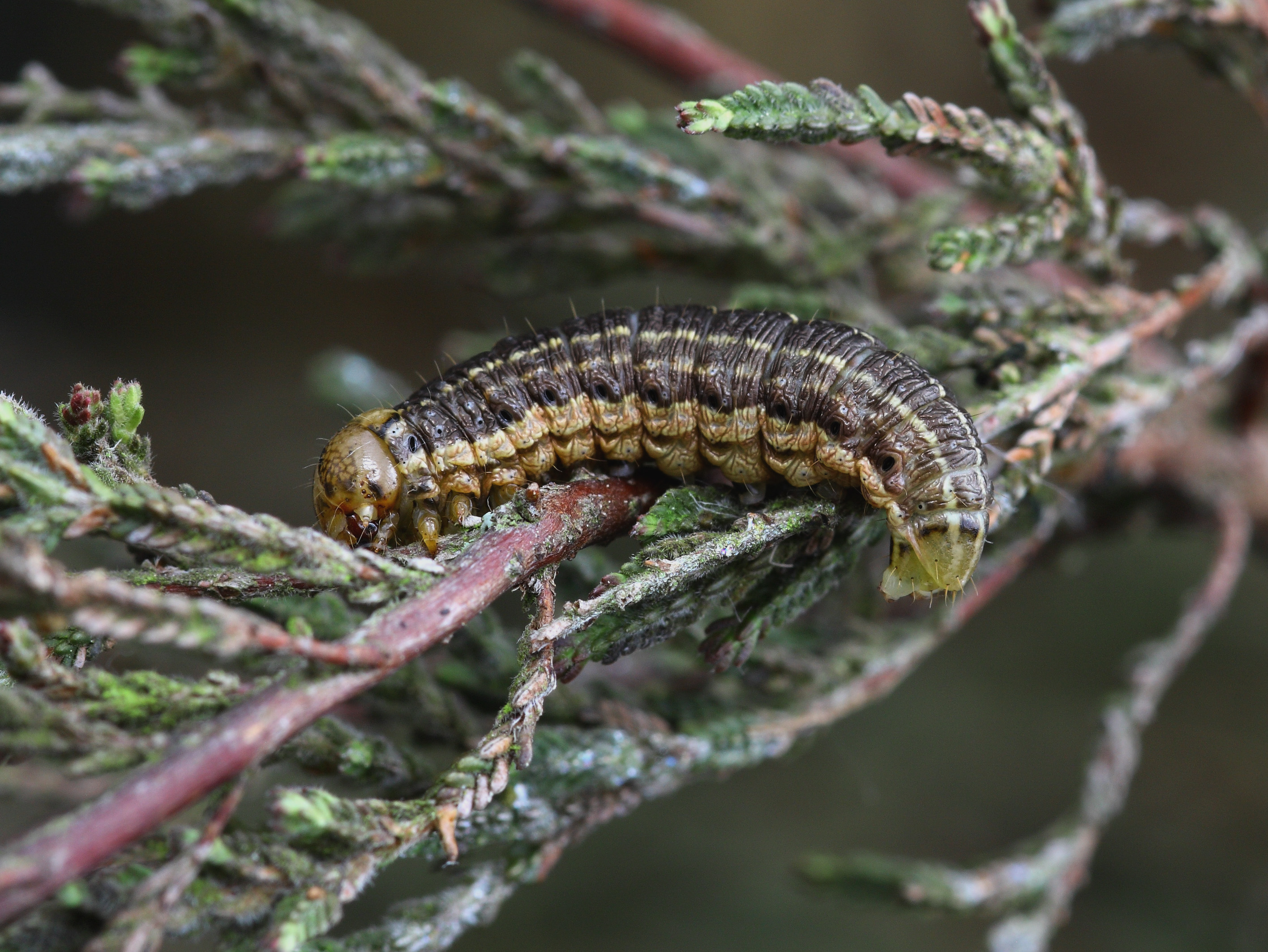
Dreizack-Graseule (Cerapteryx graminis), Raupe

Die Dreizack-Graseule (Cerapteryx graminis) ist ein Schmetterling (Nachtfalter) aus der Familie der Eulenfalter (Noctuidae).

## Merkmale

### Falter
Die Flügelspannweite der Falter hat eine sehr große Bandbreite und beträgt 24 bis 38 Millimeter. Dabei sind die Weibchen wesentlich größer als die Männchen. In den Alpen erscheinen auch sehr kleine Exemplare, deren Flügelspannweite nur 16 bis 18 Millimeter erreicht. Die Vorderflügel haben eine von gelbgrau über graubraun und rotbraun bis zu dunkelbraun variierende Grundfarbe. Charakteristisch sind die zu einem Dreizack umgewandelten meist gelblichen Nierenmakel. In dieser Farbe schimmern auch die ovalen Ringmakel sowie die länglichen Zapfenmakel. Die Mittelader ist weißlich. Nahe dem Saum befinden sich zuweilen schwarze Keilflecke. Unterhalb der Zapfenmakel ist ein dunkler Strich erkennbar. Die Hinterflügel sind graubraun und zum Rand hin verdunkelt. Kopf und Thorax sind dicht behaart.

### Raupe
Junge Raupen sind grünlich gefärbt und ändern ihre Farbe mit zunehmendem Alter in Graubraun bis Braun. Sie wirken dann plump und haben eine walzenförmige Gestalt. Außerdem zeigen sie helle Rücken- und Nebenrückenlinien sowie schwarze Stigmen. Die Unterseite und die Beine sind hellbraun. Der Kopf ist glänzend bräunlich.

### Ähnliche Arten
Die in Asien beheimate Art Cerapteryx megala ist im Durchschnitt etwas größer und zeigt eine schwächer ausgeprägte weißliche Mittelader.

## Geographische Verbreitung und Lebensraum
Die Dreizack-Graseule kommt in nahezu ganz Europa vor. Sie fehlt jedoch in den sehr trockenen südlichen Regionen. Das nördlichste Vorkommen reicht bis Island und über den Polarkreis hinaus. Außerdem gibt es Vorkommen in Sibirien und in der nördlichen Mongolei. Nach Nordamerika wurde die Art eingeschleppt. In den Alpen ist sie noch in Höhen von 2100 Metern zu finden. Sie bewohnt Gebiete mit überwiegend feuchtem Klima und ist oftmals auf Nasswiesen zu finden.

## Lebensweise
Die Falter fliegen univoltin von Juli bis September. Sie sind tag- und nachtaktiv. Gelegentlich saugen sie an Blüten, beispielsweise an denjenigen von Disteln (Cirsium) oder Salbei (Salvia). Sie besuchen auch künstliche Lichtquellen und seltener Köder. Die Raupen leben am oder im Boden. Sie ernähren sich bevorzugt von den Wurzeln verschiedener Süß- (Poaceae) oder Sauergrasarten (Cyperaceae). In regenreichen Jahren kann es zu Massenvermehrungen kommen.

## Gefährdung
Die Dreizack-Graseule kommt in Deutschland in allen Bundesländern vor und wird auf der Roten Liste gefährdeter Arten als nicht gefährdet eingestuft.